# 1930 في تركيا
فيما يلي عرض للأحداث التي حدثت في العام 1930 في تركيا.

## البرلمان
- برلمان تركيا الثالث

## في المنصب
- الرئيس – كمال أتاتورك
- رئيس الوزراء – عصمت إينونو
- زعيم المعارضة – فتحي أوكيار (12 آب / أغسطس -17 تشرين الثاني / نوفمبر)

## الحزب الحاكم وحزب المعارضة الرئيسي
- الحزب الحاكم – حزب الشعب الجمهوري
- المعارض الرئيسي الحزب الجمهوري الليبرالي (12 آب / أغسطس-12 تشرين الثاني / نوفمبر)

## مجلس الوزراء
- 5 حكومة تركيا (إلى 27 أيلول / سبتمبر)
- 6 حكومة تركيا (من 27 أيلول / سبتمبر)

## الأحداث
- 3 نيسان / أبريل – استحداث قانون حق المرأة في الاقتراع (في الانتخابات المحلية).
- 7 مايو – زلزال يهز شمال غرب إيران وجنوب شرق تركيا بدرجة قصوى حسب مقياس ميركالي حيث قُتل ما يصل إلى ثلاثة آلاف شخص.
- 12 آب / أغسطس – تأسيس الحزب الجمهوري الليبرالي
- 27 أيلول / سبتمبر – الحكومة الجديدة

## مواليد
- 17 حزيران / يونيه – عديلة أنجة ممثلة

## وفيات
- 26 شباط / فبراير – أحمد رضا (سياسي ولد في 1858)
- 30 آذار / مارس – الحاج علي رضا (رسام من مواليد في 1858)
- 8 آب / أغسطس – علاء الدين كوفال (ولد في عام 1878)

## معرض صور

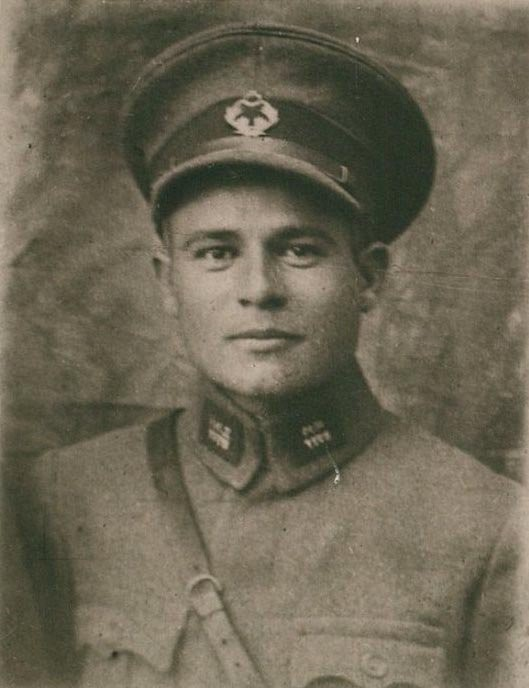
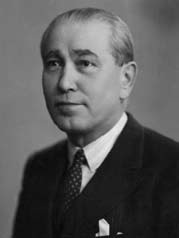
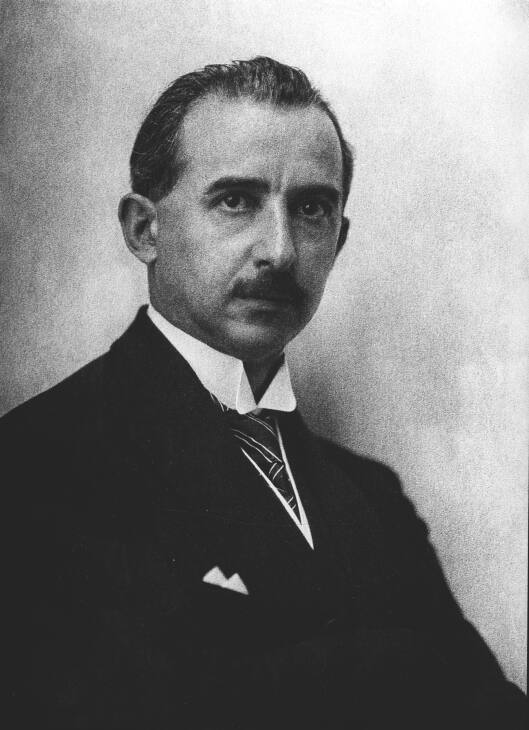
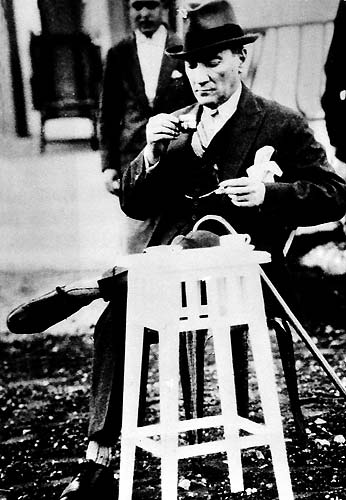
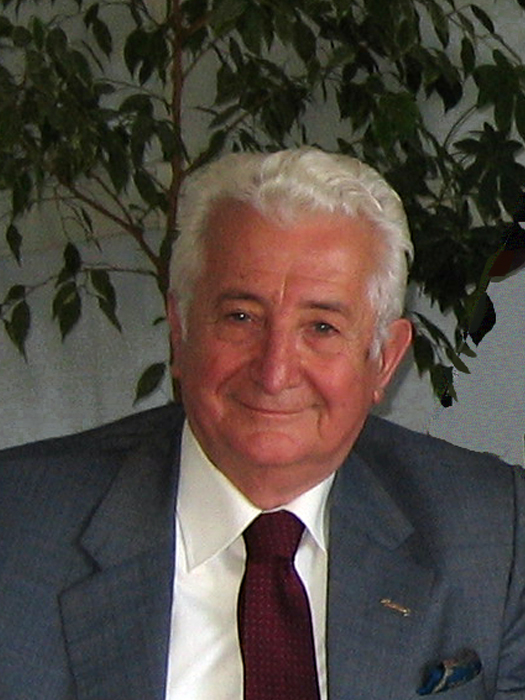
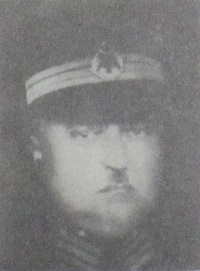